# John Paul Pitoc
John Paul Pitoc, znany także jako J.P. Pitoc (ur. 5 marca 1974 w Nowym Jorku) – amerykański aktor telewizyjny i filmowy.

## Życiorys
Urodził się w Queens, dzielnicy Nowego Jorku, w stanie Nowy Jork jako syn Kolumbijki. Jego ojciec pochodzi z Węgier (ur. w Transylwanii, Rumunii, która ma ogromne mniejszości węgierskiej ludności). W 1992 ukończył prestiżową szkołę średnią Xavier High School w Nowym Jorku, gdzie był zastępcą przewodniczącego w swojej klasie. Studiował na Uniwersytecie Nowojorskim i Stella Adler Conservatory. W 1996 ukończył studia na wydziale teatralnym w Tisch School of the Arts przy Uniwersytecie Nowojorskim. Był bardzo aktywny na nowojorskiej scenie.
Zadebiutował w komedii romantycznej Trik (1999), w której grał rolę Marka, egzotycznego tancerza w barze dla gejów z Christianem Campbellem i Tori Spelling.
Potem można go było dostrzec w serialach: 20th Century Fox Boston Public, CBS CSI: Kryminalne zagadki Las Vegas (CSI: Crime Scene Investigation), HBO Sześć stóp pod ziemią (Six Feet Under), NBC Mów mi swatka (Miss Match) czy ABC Nowojorscy gliniarze (NYPD Blue). Wystąpił w reklamach: Volkswagena (2007) i Coca-Coli (2008).

## Filmografia
- 1998: Gatunek 3 (Species III) jako Hastings
- 1999: Trik (Trick) jako Mark
- 2001: Just Can't Get Enough jako Clayton
- 2001: Boston Public jako Raymond Nunn
- 2002: Shoot Or Be Shot jako Hector
- 2002:  CSI: Kryminalne zagadki Las Vegas (CSI: Crime Scene Investigation) jako Michelangelo
- 2002, 2003: Sześć stóp pod ziemią (Six Feet Under) jako Phil
- 2003: Mów mi swatka (Miss Match) jako Aaron
- 2003: Nowojorscy gliniarze (NYPD Blue) jako Ralph Bassett
- 2003: Dowody zbrodni (Cold Case) jako Brad Meyer
- 2005: Jordan (Crossing Jordan) jako Kirk Hammond
- 2006, 2007: Zaklinacz dusz (Ghost Whisperer) jako Jared
- 2007: Kości (Bones) jako Drew Harper
- 2008: Wzór (Numb3rs) jako 2BY4
- 2008: CSI: Kryminalne zagadki Miami jako Tim Erickson
- 2009: Chirurdzy jako Billy Sheenan
- 2009: Castle jako Darius Langley
- 2010: Żar młodości jako Volcano Freak
- 2014: Maski szpiega (Legends) jako Kenny